# Со Чханбин
Со Чханби́н (кор. 서창빈, 徐彰彬; более известный как Чханби́н; род. 11 августа 1999, Йонъин, Кёнгидо) — южнокорейский рэпер, автор песен и музыкальный продюсер. Главный рэпер бой-бэнда Stray Kids и его продюсерского саб-юнита 3Racha.
Вне групповой деятельности, Чханбин участвовал в конкурсе «Show Me the Money 9» и сотрудничал с различными исполнителями, в том числе с Юн Джисоном, тайскими рэперами F.Hero и Милли, а также гёрл-группой Itzy. С февраля 2023 года является полноценным участником Корейской ассоциации авторских прав на музыку (KOMCA).

## Ранняя жизнь и образование
Со Чханбин родился 11 августа 1999 года в Йонъине, провинция Кёнгидо, Республика Корея. Окончил среднюю школу Пхора и обучался в кибернетическом университете Кугдже на факультете развлечений.

## Карьера

### Начало карьеры: Пред-дебют и 3Racha
Чханбин присоединился к лейблу JYP Entertainment на прослушивании, где танцевал под композицию собственного производства. Во время стажировки Чханбин познакомился и объединился с другими стажёрами, Пан Чханом и Ханом, и они вместе сформировали юнит 3Racha, выпустив несколько микстейпов без ведома лейбла. Первый микстейп J:/2017/mixtape, состоящий из семи композиций, выложили на сервис SoundCloud.
В конце 2017 года Чханбин участвовал в реалити-шоу Stray Kids, которое было посвящено формированию бой-бэнда с одноимённым названием. На протяжении всего шоу он демонстрировал свои навыки чтения рэпа и сочинения музыки, а несколько написанных им песен вошли в пред-дебютный мини-альбом Mixtape, вышедший 8 января 2018 года.

### 2018—настоящее время: Stray Kids
Чханбин официально дебютировал с другими участниками Stray Kids, выпустив дебютный мини-альбом I Am Not 25 марта 2018 года.
Участвовал в качестве конкурсанта в телевизионном шоу «Show Me the Money 9»; прошёл первый раунд, однако выбыл в командном испытании за одну минуту.
В феврале 2019 года Чханбин принял участие в записи сайд-композиции дебютного альбома You…Like the Wind Юн Джисона. 28 октября 2021 года снялся в песне «Mirror Mirror» тайских рэперов F.Hero и Милли. Песня выиграла номинацию «Лучшая коллаборация» в тайских церемониях «Toty Music Awards» и «The Guitar Mag Awards».
В 2020 году Чханбин получил известность благодаря своему интернет-мему «Jutdae meme» (кор. 줏대), а три года спустя Samsung Electronics использовал его в рекламе для линейки смартфонов Galaxy.
15 октября 2024 года Чханбин исполнил песню «VAY» с девятого мини-альбома Gold гёрл-группы Itzy, где также отвечал за текст и композицию.

## Другая деятельность

### Благотворительность
16 февраля 2023 года Чханбин пожертвовал 100 миллионов вон через международную организацию The Promise на помощь пострадавшим от землетрясения в Турции и Сирии. Благодаря его вкладу 30 марта его назначили членом Honors Club.

### Реклама
1 сентября 2023 года Чханбин выпустил сингл «Fly High» для продвижения рекламы складного смартфона Samsung Galaxy Z Flip 5. 5 февраля 2024 года принял участие в выпуске ещё одного промо-сингла Ким Чханвана «8th grader» для рекламы линейки смартфонов Samsung Galaxy S24.

## Дискография

### Песни

#### Как ведущий исполнитель
| Название                                                                        | Год  | Высшие позиции в чартах | Высшие позиции в чартах | Высшие позиции в чартах | Высшие позиции в чартах | Альбом                                       |
| Название                                                                        | Год  | KOR DL                  | UK Sales                | NZ Hot                  | US World                | Альбом                                       |
| ------------------------------------------------------------------------------- | ---- | ----------------------- | ----------------------- | ----------------------- | ----------------------- | -------------------------------------------- |
| «You» (с Хёнджином и Ай Эном)                                                   | 2018 | —                       | —                       | —                       | —                       | I Am You                                     |
| «We Go» (с Пан Чханом и Ханом)                                                  | 2020 | —                       | —                       | —                       | 10                      | In Life                                      |
| «Surfin'» (с Ли Ноу и Феликсом)                                                 | 2021 | 29                      | —                       | —                       | —                       | Noeasy                                       |
| «Muddy Water» (с Хёнджином, Ханом и Феликсом)                                   | 2022 | 26                      | —                       | —                       | —                       | Oddinary                                     |
| «Heyday» (с Пан Чханом и Ханом)                                                 | 2022 | 118                     | —                       | —                       | 13                      | Street Man Fighter Original Vol.4 Crew Songs |
| «3Racha» (с Пан Чханом и Ханом)                                                 | 2022 | 36                      | —                       | 24                      | 13                      | Maxident                                     |
| «Piece of a Puzzle» (кор. 조각) (c Сынмином)                                    | 2022 | —                       | —                       | —                       | —                       | SKZ-Replay                                   |
| «Doodle»                                                                        | 2022 | —                       | —                       | —                       | —                       | SKZ-Replay                                   |
| «Streetlight» (с участием Пан Чхана)                                            | 2022 | —                       | —                       | —                       | —                       | SKZ-Replay                                   |
| «Up All Night» (кор. 오늘 밤 나는 불을 켜) (c Пан Чханом, Феликсом и Сынмином)  | 2022 | —                       | —                       | —                       | —                       | SKZ-Replay                                   |
| «Zone» (с Пан Чханом и Ханом)                                                   | 2022 | —                       | —                       | —                       | —                       | SKZ-Replay                                   |
| «Because» (кор. 좋으니까) (c Феликсом)                                          | 2022 | —                       | —                       | —                       | —                       | SKZ-Replay                                   |
| «Snain» (кор. 비바람) (c Феликсом и Сынмином)                                   | 2023 | —                       | —                       | —                       | —                       | Неальбомная песня                            |
| «Ultra»                                                                         | 2024 | 31                      | —                       | —                       | —                       | Hop                                          |
| «Burnin’ Tires» (с Ай Эном)                                                     | 2025 | 160                     | 41                      | 36                      | 3                       | Mixtape: Dominate                            |
| «—» означает, что песня не попала в чарт или не была выпущена в данном регионе. |      |                         |                         |                         |                         |                                              |

#### Как приглашённый исполнитель
| Название                                                                        | Год  | Высшие позиции в чартах | Высшие позиции в чартах | Высшие позиции в чартах | Высшие позиции в чартах | Высшие позиции в чартах | Альбом            |
| Название                                                                        | Год  | KOR DL                  | HUN                     | US World                | JPN Hot                 | JPN Cmb.                | Альбом            |
| ------------------------------------------------------------------------------- | ---- | ----------------------- | ----------------------- | ----------------------- | ----------------------- | ----------------------- | ----------------- |
| «My Universe» (от Сынмина и Ай Эна)                                             | 2019 | —                       | —                       | 21                      | —                       | —                       | In Life           |
| «Mirror Mirror» (от F.Hero и Милли)                                             | 2021 | —                       | —                       | 19                      | —                       | —                       | Неальбомный сингл |
| «Just Breathe» (от Sky-Hi; с Пан Чханом и Ханом)                                | 2022 | —                       | 15                      | 11                      | 50                      | 50                      | The Debut         |
| «Maknae on Top» (кор. 막내온탑) (от Ай Эна; с Пан Чханом)                       | 2022 | —                       | —                       | —                       | —                       | —                       | SKZ-Replay        |
| «Vay» (от Itzy)                                                                 | 2024 | 67                      | —                       | —                       | —                       | —                       | Gold              |
| «R&B Me» (от Jun. K)                                                            | 2025 | TBA                     | TBA                     | TBA                     | TBA                     | TBA                     | Dear my muse      |
| «—» означает, что песня не попала в чарт или не была выпущена в данном регионе. |      |                         |                         |                         |                         |                         |                   |

### Промо-синглы
| Название                                             | Год  | Высшая позиция | Альбом                   |
| Название                                             | Год  | KOR            | Альбом                   |
| ---------------------------------------------------- | ---- | -------------- | ------------------------ |
| «Fly High»                                           | 2023 | —              | Неальбомные промо-синглы |
| «8th grader (Respect your dreams)» (с Ким Чханваном) | 2024 | —              | Неальбомные промо-синглы |

## Видеография

### Музыкальные видеоклипы
| Название | Год  | Альбом | Ссылка |
| -------- | ---- | ------ | ------ |
| «Ultra»  | 2024 | Hop    | [ 35 ] |

## Фильмография

### Телевизионные программы
| Год  | Название            | Ссылка |
| ---- | ------------------- | ------ |
| 2017 | Stray Kids          | [ 36 ] |
| 2020 | King of Mask Singer | [ 37 ] |
| 2020 | Show Me the Money 9 | [ 12 ] |

## Награды и номинации
| Церемония             | Год  | Категория                | Композиция      | Итог   | Источник |
| --------------------- | ---- | ------------------------ | --------------- | ------ | -------- |
| Toty Music Awards     | 2021 | Популярная коллаборация  | «Mirror Mirror» | Победа | [ 15 ]   |
| The Guitar Mag Awards | 2022 | Лучшая коллаборация года | «Mirror Mirror» | Победа | [ 16 ]   |

### Комментарии
1. ↑  Встречается вариант написания Со Чанбин, но он не соответствует системе Концевича.
2. Доступна в цифровом формате только на YouTube и YouTube Music[29].
3. ↑  Доступна в цифровом формате только на YouTube и YouTube Music[30].
4. 1 2  Вместе с F.Hero and Милли.

1. ↑  «Fly High» не попал в Circle Digital Chart, но занял 173-ю позицию в Circle BGM Chart[34].